# Placodermi
A Placodermi a gerinchúrosok (Chordata) törzsének és a gerincesek (Vertebrata) altörzsének egy kihalt osztálya. Testük nagy részét borító pikkelypáncéluk miatt – más ősi, páncéllal rendelkező halakkal együtt – páncélos őshalaknak is nevezik őket.
Fejük és mellkasi részük ízesült páncéllal borított, míg testük hátsó része vagy pikkelyes vagy teljesen sima volt.
A késő szilurban jelentek meg, ezáltal a legősibb állkapcsos halak közé tartoznak. Az állkapocs kialakulásának kezdeti fázisait mutatják az egyes csoportok, és a késői alakoknál az egyedfejlődés szakaszai is. A primitív páncéloshalak szája még a körszájúakhoz hasonló, később a fejpáncél körbevette a szájnyílást, majd ennek tagolódásával és mozgatható ízület képződésével alakult ki a nyitható száj. Később a száj belső csontos vázat is kapott a módosult elülső kopoltyúívekből, amelyek a külső váz eltűnésével átvették a mozgatás szerepét is. A csoport rendkívül sikeres volt, de idővel a páncélzattól megváló mozgékonyabb utódjaik vették át helyüket. Jelentőségük a késő devon kihalási esemény során drámaian csökkent, a devon végére pedig teljesen kihaltak.

## Leírás
Általában 10–40 cm-es állatok voltak. Akárcsak az Ostracodermi (páncélos állkapocsnélküliek) csoportnál náluk is külső csontos pikkelyekből álló páncél borította a testet, azonban az Ostracodermik külső merev páncéljával ellentétben a Placodermiknél a fej és a testpáncél mozgatható ízület révén kapcsolódott egymáshoz. Jellemző rájuk az erős, állkapocsszerű szájfelépítés, bordák nélküli porcos váz, primitív kopoltyúfedő, páros úszók (has és mellúszó), heterocerk farokúszó, a belső fülben 3 félkörös ívjárat (az Ostracodermik-nél és a körszájúaknál csak 2 van). Számos csoportnál a felső állkapocs az agykoponyához szilárdan kapcsolódott, így náluk a szívó táplálkozás nem jöhetett létre. A fogakat csontos lemezek helyettesítették, ami primitív tulajdonság. Kezdetben tengeriek, később azonban számos csoport az édesvízhez alkalmazkodott. A legtöbb fajnak alsó állású szája volt és ragadozó életmódot folytattak.
Két jellegzetes csoportjuk létezett:
- Az Antiarchi csoport tagjai, amelyek kisebb tesű édesvízi állatok voltak. A páros végtagoknak nem volt belső váza, az izmok a páncél belső oldalára tapadtak. A fej és a test közötti ízesülési rész nem volt mozgatható, feltehetően rovarokkal és puhatestűekkel táplálkoztak.
- Az Arthrodira csoport tagjai tengeri ragadozók voltak, fejlett mozgatható ízülettel a fej és a test között.

A csoport két legnagyobb és legismertebb képviselője a Dunkleosteus terrelli és a Titanichthys agassizi (~ 10 m), amelyek a legnagyobb testű állatok voltak a Devon földtörténeti korban.
A devon és karbon időszakban az édesvizek uralkodó csúcsragadozói voltak (de a tengerekben is éltek), nagy méretbeli és alakbeli változatossággal. A paleontológusok 10 rendjüket ismerik. A karbon közepéig váratlanul kihaltak, ennek oka tisztázatlan.
Több nagyméretű (5–10 m) faj is tartozott közéjük. Arckoponyájuk a tövises őscápákénál jóval fejletlenebb, kopoltyúikat kopoltyúfedő (operculum) fedte. Fejüket és a törzs elülső felét bőr eredetű csontokból álló, egységes páncél védte. Testük farki része csupasz vagy pikkelyes volt. A fejüket mozgatni tudták. Az ősi formák váza csontos, a későbbieké porcos volt.
Ide tartozik például a Pterichthys milleri. A skóciai középső devonból (kb. 300 millió éve) ismert. Nem tekinthető egyetlen ma élő halfaj ősének sem, leszármazottak nélkül halt ki. Kb. 20 cm nagyságú állatok. A fejet és a törzset lemezekre tagolt csontpáncélzat borította, a farki rész pikkelyezett. A farok erősen heterocerk. A törzs mérsékelten magas. Egy hátúszó van, amely a farokhoz közelebb található. Fejüket „igenlő” irányban tudták mozgatni. A szemüregek és a kopoltyúfedők viszonylag kicsik. A szájnyílás a hasi oldal harántrése. Az első kopoltyúív állkapocsszerű, mozgatható szájszervvé alakult. Az „állkapcson” fogak is vannak. A mellúszók nem érik el a páncélzat hátulsó szélét. Ezek a végtagok, a test elején található páros, mozgatható, páncélozott karszerű nyúlványok. Feltehetően nem azonos eredetűek a halak mellúszóival, az aljzaton való mászkálásban lehetett szerepük.
A páncélos őshalak édesvízi virágkorával egyidőben, a devon időszakban már csontos halak is voltak, és a tengerekben gazdag élővilág (korall, csiga, tüskésbőrű, ammonoidea) élt. A növényzet nagyjából ebben az időszakban hódította meg a szárazföldet.

## Rendszerezés
Az osztályba az alábbi rendeket és családokat sorolják:
- † † Antiarchiformes sensu Zhu & Janvier, 1996 
  - † Bothriolepidae

- † Arthrodiriformes sensu Janvier, 1996
  - † Camuropiscidae
  - † Dinichthyidae
  - † Titanichthyidae

- † Brindabellaspida Young, 1980

- † Petalichthyiformes Janvier, 1996
  - †  Macropetalichthyidae

- † Phyllolepiformes Stensiö, 1934

- † Ptyctodontiformes Forey & Gardiner, 1986

- † Rhenaniformes
  - † Asterosteidae

- † Acanthothoraciformes sensu Zhu & Janvier, 1996
  - † Palaeacanthaspidae
  - † Weejasperaspididae

- † Stensioelliformes Goujet & Young, 2004

- † Pseudopetalichthyiformes